# Chalepoxenus tarbinskii
Chalepoxenus tarbinskii é uma espécie de formiga da família Formicidae.
É endémica do Quirguistão.